# 塔拉尚卡
50°38′45″N 27°30′54″E / 50.64583°N 27.51500°E
塔拉尚卡（烏克蘭語：Таращанка），是烏克蘭北部的村莊，隸屬日托米爾州的茲維亞赫爾區。該村始建於1720年，面積2.12平方公里，海拔高度206米，2001年人口701，人口密度每平方公里330.97人。